# Тиран жовтоголовий
Тира́н жовтоголовий (Tyrannulus elatus) — вид горобцеподібних птахів родини тиранових (Tyrannidae). Мешкає в Центральній і Південній Америці. Це єдиний представник монотипного роду Жовтоголовий тиран (Tyrannulus).

## Опис

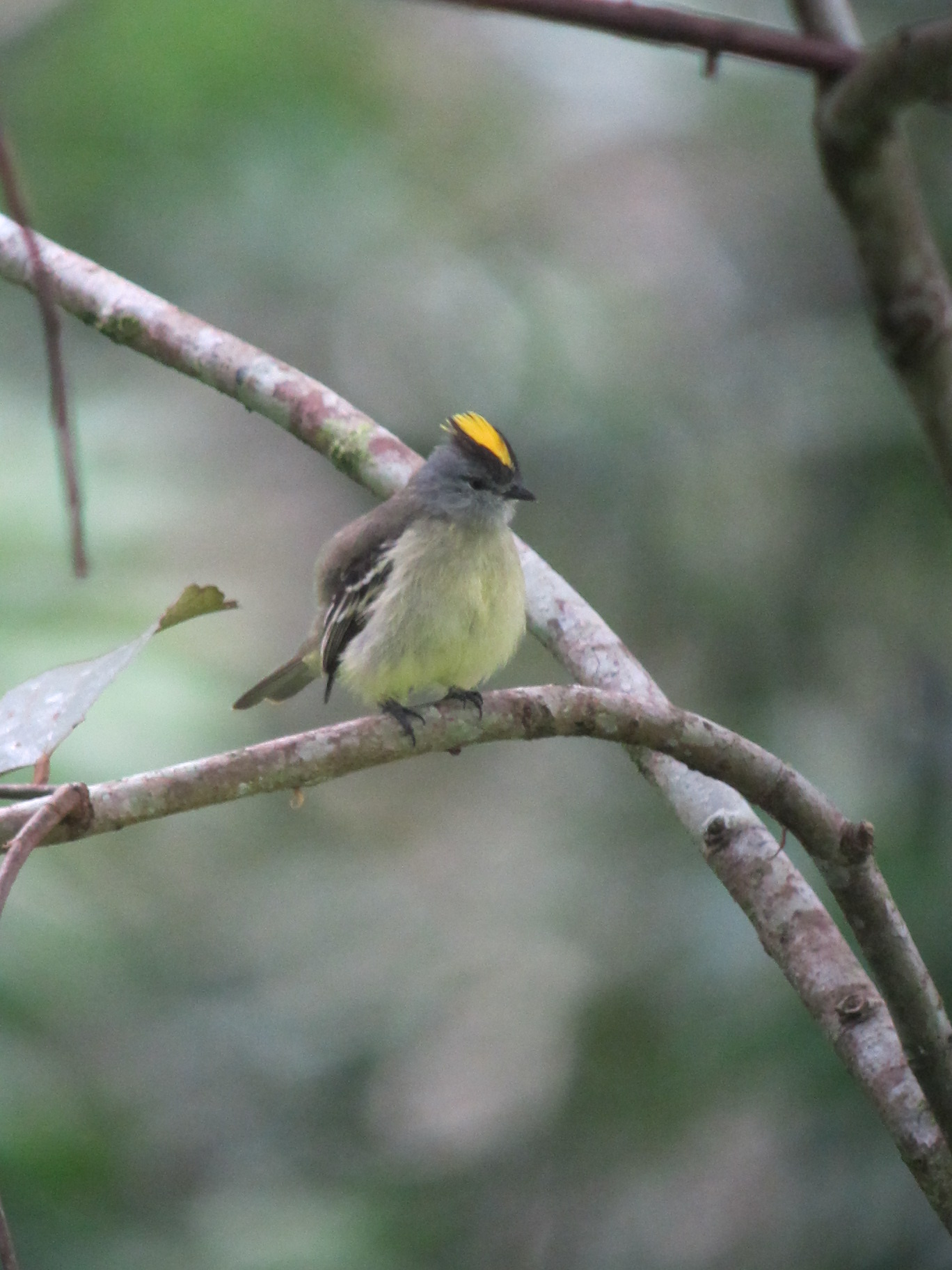
Жовтоголовий тиран (Колумбія)

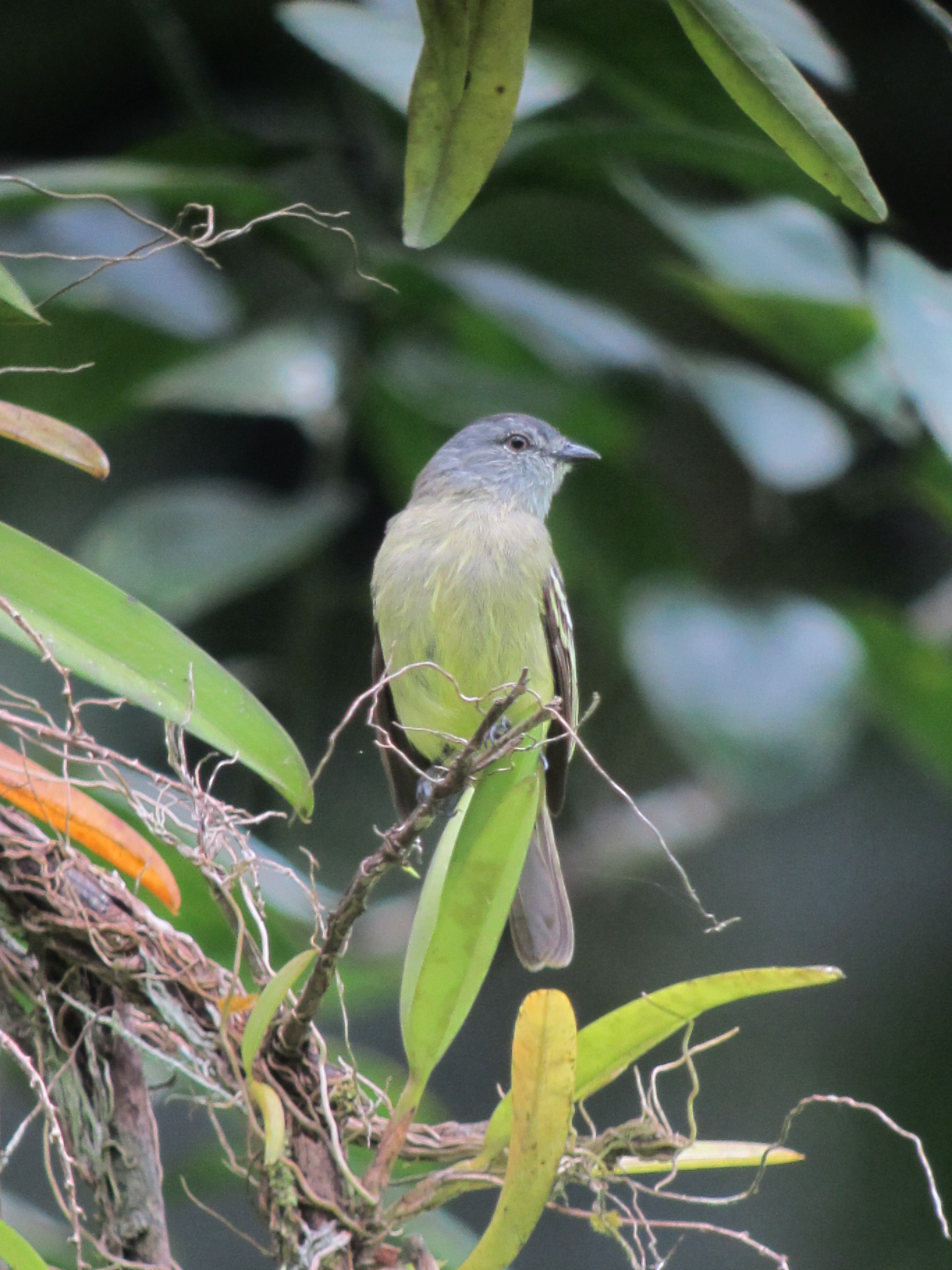
Жовтоголовий тиран

Довжина птаха становить 10,7 см, вага 7,5 г. Верхня частина тіла оливково-коричнева. Тім'я чорнувате з широкою жовтою смугою, більш вираженою у самців. Навколо очей білуваті кільця, через очі проходить коричнева смуга. голова і боків сіра, задня сторона шиї сіра, щоки і горло світло-сірі. Груди оливково-жовті, нижня частина живота і гузка жовтуваті. Крила коричневі з жовтуватими краями, на крилах жовтуваті смуги. Дзьоб темний, короткий і гострий. Лапи чорні.
У молодих птахів голова, груди і спина чорнувато-коричневі, тім'я темніше, з нечітким сірувато-жовтуватим лускоподібним візерунком, без жовтої смуги. Живіт тьмяно-охристо-жовтий, крила тьмяно-охристі.

## Поширення і екологія
Жовтоголові тирани мешкають в Коста-Риці, Панамі, Колумбії, Еквадорі, Перу, Болівії, Венесуелі, Гаяні, Французькій Гвіані, Суринамі і Бразилії. Вони живуть у вологих рівнинних тропічних лісах і чагарникових заростях, на узліссях і плантаціях, в парках і садах. Зустрічаються на висоті до 1200 м над рівнем моря.

## Поведінка
Жовтоголові тирани зустрічаються переважно парами. Вони не приєднуються до змішаних зграй птахів. Живляться плодами, зокрема омелою, а також комахами, на яких чатують серед рослинності.

## Збереження
МСОП класифікує цей вид як такий. що не потребує особливих заходів зі збереження. За оцінками дослідників, популяція жовтоголових тиранів становить близько 50 мільйонів птахів. Це досить поширений вид птахів в межах свого ареалу.